# Sinokannemeyeria
Sinokannemeyeria war ein Dicynodontier, der im unteren Trias lebte. Exemplare wurden bisher ausschließlich in China gefunden.

## Merkmale
Sinokannemeyeria erreichte bis zu drei Meter Länge und 500 Kilogramm Gewicht. Die Beine waren muskulös und schwer gebaut und erlaubten kein schnelles Laufen. Die Vorderbeine waren gut zum Graben geeignet, mit denen das Tier im Boden nach Pflanzen und Knollen suchen konnte. Es besaß kurze Stoßzähne, die wahrscheinlich bei Paarungskämpfen eine Rolle spielten. Im Gegensatz zu anderen Dicynodontiern waren die Kaumuskeln nicht so stark ausgeprägt.

## Systematik
Die Therapsiden waren eine große Reptilienfamilie, die Säugetiermerkmale aufwies. Daher nannte man sie säugetierähnliche Reptilien. Sinokannemeyeria gehörte zu den Anomodontia, einer Unterklasse der Therapsiden. Anomodontia waren meist relativ große Tiere, die im Unterjura ausstarben und sich ausschließlich herbivor ernährten. Sinokannemeyeria wird in die Gruppe der Kannemeyeriidae gestellt, der auch bekannte Vertreter wie Placerias angehörten.